# Seeschlange (Skulptur in Bielefeld)
Die Seeschlange ist eine Großskulptur im Bielefelder Stadtbezirk Schildesche. Die inmitten eines Kreisverkehrs errichtete Figur stellt den Kopf einer Seeschlange dar und entstand im Jahr 2019 als Unterrichtsprojekt an der Laborschule Bielefeld unter Beratung des Bildhauers Klaus Dobrunz.

## Entwurf
In der Versammlung der Bezirksvertretung Schildesche begründeten die hinter dem Entwurf stehenden Schüler ihr Modell wie folgt:
„Die Seeschlange steht für Individualität, Überraschung und Kreativität. Eine Seeschlange ist einzigartig. Sie ist eine Kreuzung aus verschiedenen Tierarten und repräsentiert somit Individualität der Laborschule und deren Schüler. Es erscheint etwas überraschend zu sein, eine Seeschlange auf einem Kreisverkehr zu sehen. Es soll so Besonderheit und Kreativität ausdrücken und zeigen, dass es okay ist, anders zu sein.“
Der Entwurf der Schüler beinhaltet zudem eine insektenfreundliche Bepflanzung des Kreisverkehres um die Skulptur herum.
Die Skulptur soll anderen Schülern inner- und außerschulische Partizipationsmöglichkeiten aufzeigen. In diesem Zusammenhang wurde das Projekt mit dem Schülerpreis Ich bestimme mit! des Historischen Museums der Stadt Bielefeld prämiert.

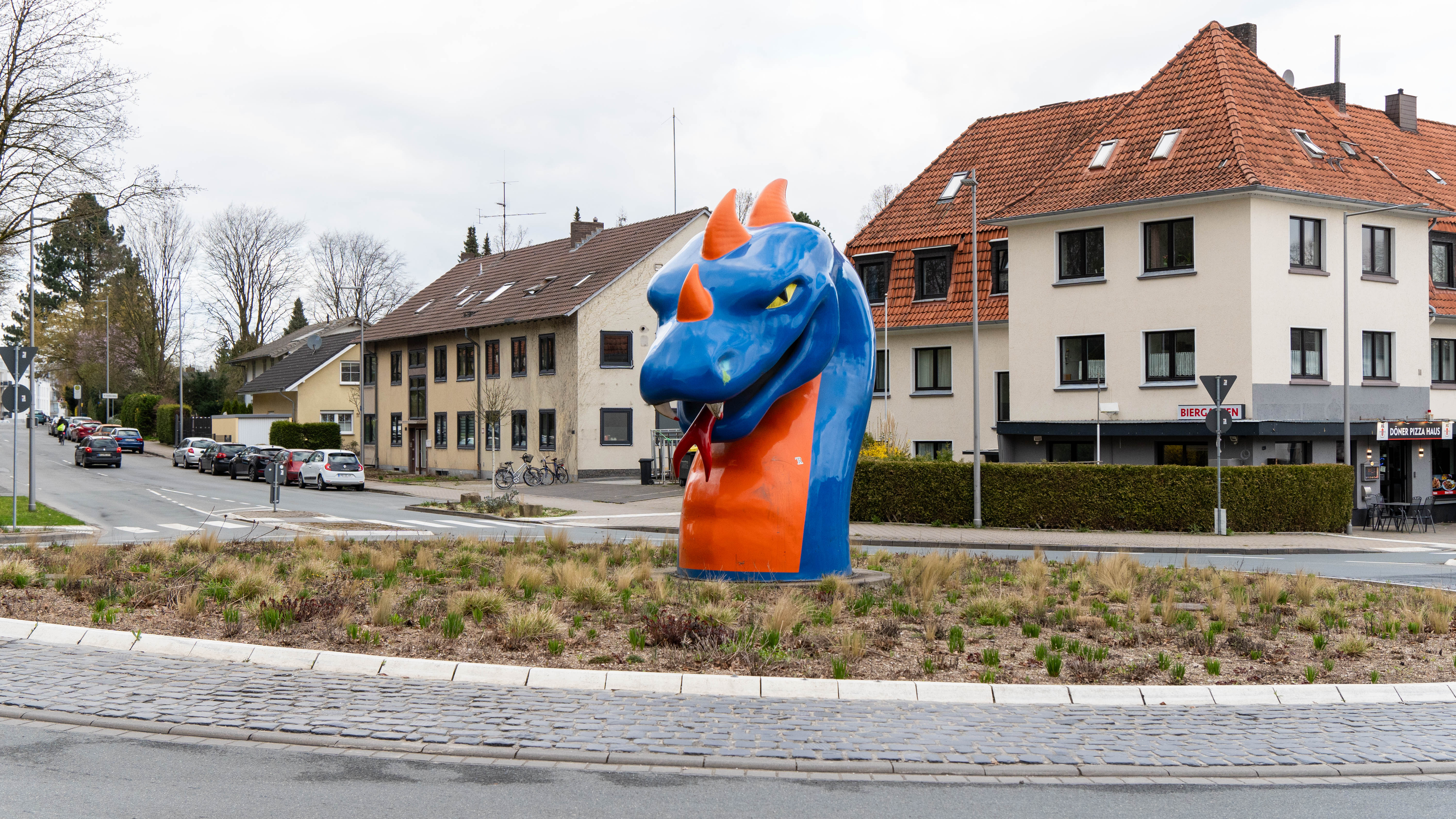
Bielefelder Seeschlange inmitten eines Kreisverkehres
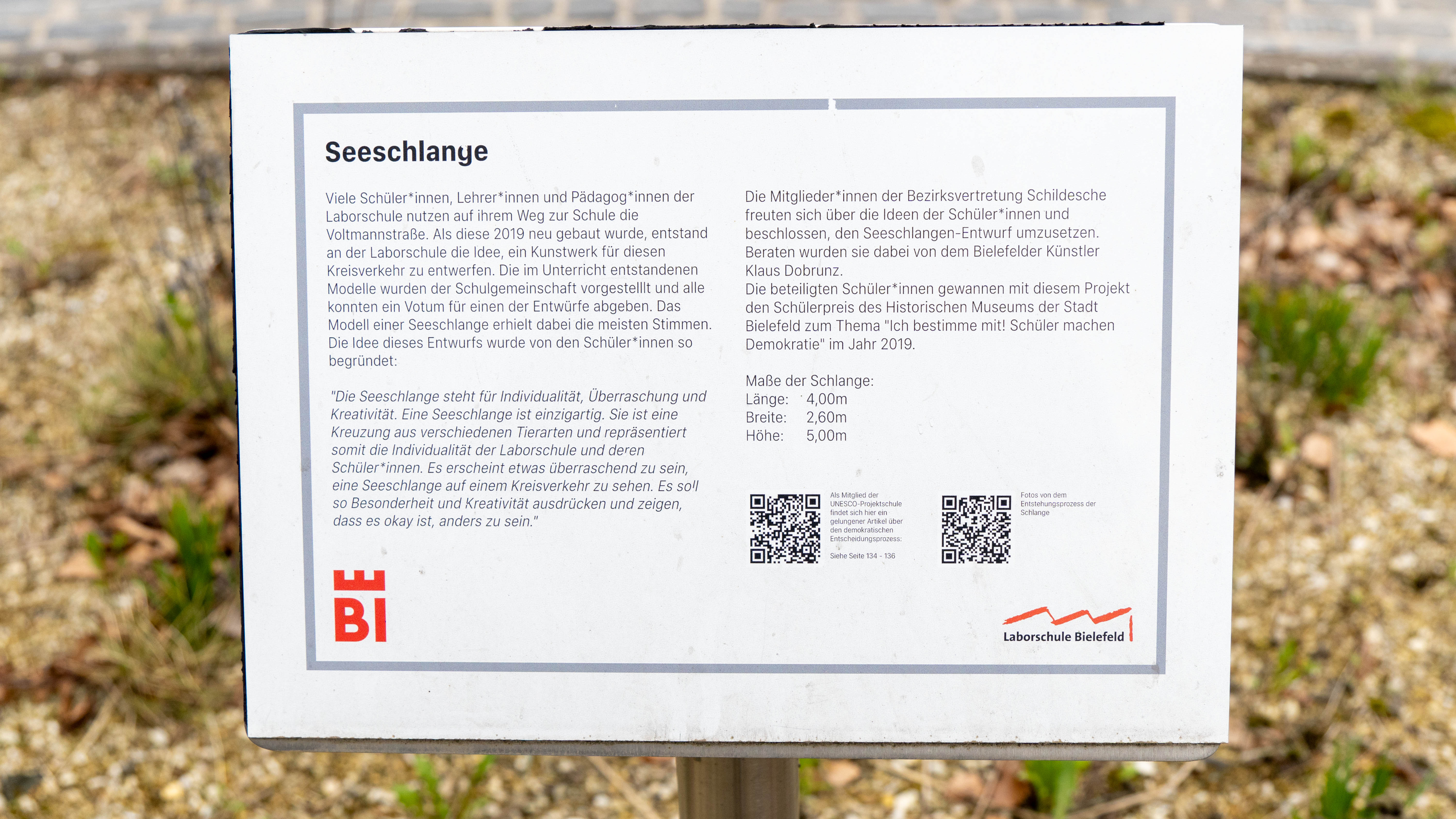
Informationstext zur Bielefelder Seeschlange